# Validentia
Validentia is een geslacht van insecten uit de orde vliesvleugeligen (Hymenoptera) en de familie Ichneumonidae.

## Soorten
- V. areolata Heinrich, 1934
- V. celebivaga (Heinrich, 1934)
- V. elephas (Heinrich, 1934)
- V. flavocingulata (Heinrich, 1934)
- V. horishana (Uchida, 1925)
- V. javana (Szepligeti, 1908)
- V. muscula Heinrich, 1934
- V. peruncta (Tosquinet, 1903)